# 葡萄牙駐澳門及香港總領事館
葡萄牙駐澳門及香港總領事館 （葡萄牙語：Consulado Geral de Portugal em Macau e Hong Kong）是葡萄牙駐澳門的領事機構，位於澳門伯多祿局長街，後座為東方葡萄牙學會澳門會址。

## 歷史
總領事館大樓前身是為聖辣非醫院於1569年由天主教澳門教區首任主教賈耐勞倡建。大樓建築經過數次改建，現存的樣貌是1939年改建後的成果，屬於新古典主義的建築，歐陸氣息濃厚。當時，醫院的三角形門上豎立了賈尼勞主教的半身像，及後1960年代醫院一樓大堂的小教堂被移上二樓，半身像亦隨之而移到二樓陽台處。聖辣非醫院在1975年結業，合共經歷406年。其址在醫院結業曾空置多年，亦曾用作收容難民；及後葡屬澳門政府收購該舊址並重新翻修，於1991年9月26日成為澳門貨幣匯兌監理處總部辦公室。
葡萄牙于1897年起在香港设立领事馆。因應澳門回歸中國，葡萄牙政府在澳門設立總領事館。大樓於1999年12月18日由專程到澳門出席主權移交儀式的時任葡萄牙總統沈拜奧主持開館禮。2003年，葡萄牙為減省營運成本，決定于9月30日起關閉駐香港總領事館，香港的業務自此由駐澳門總領事館兼任管轄。

## 工作範圍
總領事館領事轄區為港澳地區，對外事務主要如下：
- 領事登記；
- 辦理葡萄牙證明文件，如葡萄牙護照，葡萄牙公民證各類證明；
- 葡萄牙海外選民事務，包括辦理選民證、統籌選舉投票工作；
- 辦理簽證事宜；
- 協助辦理與葡萄牙公民有關的其他事務。

## 历任总领事
| 中文譯名 | 葡文姓名                                 | 抵澳履新時間   | 離澳時間       | 備註                                   |
| -------- | ---------------------------------------- | -------------- | -------------- | -------------------------------------- |
| 方達舟   | Carlos Manuel Leitão Frota               | 1999年12月20日 | 2002年11月     | 前為葡萄牙駐澳門總領事館籌設辦公室主任 |
| 歐廷睿   | Pedro Luís Baptista Moitinho de Almeida  | 2003年2月      | 2009年2月      | 任內關閉葡萄牙駐香港總領事館           |
| 柯瑪諾   | Manuel Maria Camacho Cansado de Carvalho | 2009年2月      | 2013年3月      |                                        |
| 薛雷諾   | Vítor Paulo da Costa Sereno              | 2013年3月27日  | 2018年8月      |                                        |
| 歐冠溢   | Paulo Jorge Sousa da Cunha Alves         | 2018年9月30日  | 2022年12月19日 |                                        |
| 雷德生   | Alexandre José dos Reis Leitão           | 2023年1月20日  | 現任           |                                        |

## 外部連結
- 官方网站
- 葡萄牙駐澳門及香港總領事館的Facebook專頁